# Глезер, Александр Маркович
Александр Ма́ркович Глезер (26 января 1946, Москва, СССР — 29 ноября 2022) — учёный в области физики металлов и сплавов, доктор физико-математических наук, профессор. Директор Научного центра металловедения и физики металлов имени Г. В. Курдюмова, входящего в состав ФГУП ЦНИИчермет им. И. П. Бардина; заведующий кафедрой наноматериалов и нанотехнологий Московского государственного университета приборостроения и информатики.

## Биография
- С 1963 по 1969 год обучался на физико-химическом факультете Московского института стали и сплавов. С отличием окончил МИСиС по специальности «Физика металлов».
- 1969—1971 — младший научный сотрудник Института прецизионных сплавов ЦНИИчермет.
- 1971—1974 — учёба в очной аспирантуре при ЦНИИчермет, по окончании аспирантуры продолжил работу в Институте прецизионных сплавов.
- В 1974—1991 годах — научный сотрудник, старший научный сотрудник, ведущий научный сотрудник, главный научный сотрудник.
- В 1974 году защитил кандидатскую диссертацию на тему: «Структура и механические свойства высококремнистого железа»; научный руководитель — директор Института прецизионных сплавов, доктор технических наук, профессор Б. В. Молотилов. Кандидат физико-математических наук;
- В 1986 году защитил докторскую диссертацию на тему: «Структурные закономерности механического поведения сплавов железа с различной степенью атомного и кристаллического упорядочения» (специальность — физика твёрдого тела). Доктор физико-математических наук;
- С 1991 по 1992 год — заведующий лабораторией сплавов для нагревателей;
- В 1992—2003 годах — заместитель директора Института металловедения и физики металлов;
- С 2003 по 2022 год — директор Института (позднее — Научного центра) металловедения и физики металлов имени Г. В. Курдюмова ЦНИИчермет.

Скончался 29 ноября 2022 года. Урна с прахом  установлена  в нише колумбария 9 , секция 1 Нового Донского кладбища города Москвы.

## Научная и педагогическая деятельность
Основные направления научной деятельности А. М. Глезера:
- Фундаментальные исследования фазовых и структурных превращений в аморфных, нанокристаллических и микрокристаллических металлах и сплавах.
- Разработка структурных механизмов прочности и пластичности аморфных и наноструктурированных материалов.
- Изучение основных закономерностей формирования структуры и физико-механических свойств металлических материалов, полученных закалкой из жидкого состояния.
- Создание структурно-физических основ гигантских (мегапластических) деформаций.
- Разработка новых конструкционных и функциональных металлов и сплавов на основе железа с использованием принципов оптимального легирования и экстремальных термо-механических воздействий.

Профессор А. М. Глезер является соавтором четырёх монографий, одного учебника, двадцати научных обзоров и более двухсот авторских свидетельств, патентов и научных статей в реферируемых отечественных и зарубежных журналах.
Заведующий кафедрой наноматериалов и нанотехнологий Московского государственного университета приборостроения и информатики. Председатель диссертационного совета Д 217.035.01 при ЦНИИчермет им. И. П. Барина по защите докторских и кандидатских диссертаций по специальностям «Физика конденсированного состояния» и «Металловедение и термическая обработка металлов».
Главный редактор научного издания «Журнал функциональных материалов», заместитель главного редактора журналов «Деформация и разрушение материалов» и «Материаловедение».
Заместитель председателя секции «Нанотехнологии и наноматериалы» Научного совета РАН по физике конденсированных сред. А. М. Глезер занимался подготовкой и проведением в России крупных научных форумов по тематике материаловедения, физики металлов и нанотехнологий.

## Признание
- член-корреспондент Российской академии естествознания;[6]
- четырежды лауреат конкурса на звание лучшего профессора Москвы.[2]

## Список наиболее известных научных трудов
1. Глезер А. М., Левашов Е. А., Королёва М. Ю. Конструкционные наноматериалы. (Учебное пособие). М.: МИСиС. 2011.
2. Глезер А. М., Пермякова И. Е. Нанокристаллы, закалённые из расплава. М.: Физматлит. 2011. 240 с.
3. Глезер А. М., Громов В. Е. Нанокристаллы, созданные путём экстремальных воздействий. Новокузнецк: Интер-Кузбасс. 2010. 171 с.
4. Глезер А. М., Ширинов Т. М., Яскевич М. И., Громов В. Е., Коновалов С.В. Структура и механические свойства легированных сплавов на основе FeCo. Изд-во «Новокузнецкий полиграфический комбинат», Новокузнецк. 2009. 142 с.
5. Глезер А. М., Пермякова И. Е., Громов В. Е., Коваленко В. В. Механическое поведение аморфных сплавов. Новокузнецк: СибГИУ. 2006. 416 с.
6. Глезер А. М., Алдохин Д. В. и др. Перспективные материалы. Структура и методы исследования (под. ред. Д. Л. Меерсона). М.: МИСиС. 2006. 535 с.
7. Глезер А. М., Молотилов Б. В. Структура и механические свойства аморфных сплавов. М.: Металлургия. 1992. 208 с.
8. Глезер А. М., Молотилов Б. В. Упорядочение и деформация сплавов железа. М.: Металлургия. 1984. 168 с.
9. Утевский Л. М., Глезер А. М., Усиков М. П. и др. Дифракционная электронная микроскопия в металловедении. М.: Металлургия 1973. 583 с.

## Наиболее актуальные патенты
1. Шахпазов Е. Х., Углов В. А., Глезер А. М., Жуков О. П., Русаненко В. В., Клиппенштейн А. Д. Способ криогенно-деформационной обработки стали. Патент РФ на изобретение № 2394922. ФГУП «ЦНИИчермет им. И. П. Бардина». Приоритет от 23.10.2009 г.
2. Глезер А. М., Добаткин С. В., Перов Н. С., Плотникова М. Р., Шалимова А. В. Способ обработки изделий из магнитно-мягких аморфных сплавов интенсивной пластической деформацией. Патент РФ на изобретение № 2391414. ФГУП «ЦНИИчермет им. И. П. Бардина». Приоритет от 18.07.2008 г.
3. Шахпазов Е. Х., Углов В. А., Глезер А. М., Жуков О. П., Русаненко В. В., Клиппенштейн А. Д. Способ криогенно-деформационной обработки стали. Патент РФ на изобретение № 2365633. ФГУП «ЦНИИчермет им. И. П. Бардина». Приоритет от 24.06.2008 г.
4. Зайченко С. Г., Глезер А. М., Ганьшина Е. А., Перов Н. С., Качалов В. М. Способ обработки изделий из магнитомягких аморфных сплавов. Патент РФ на изобретение № 2154869. ФГУП «ЦНИИчермет им. И. П. Бардина». Приоритет от 21.04.1999 г.